# Петър Андасаров
Петър Андасаров е български поет и журналист.

## Биография
Роден е на 16 юли 1937 г. в село Елешница, Разложко. Завършва Учителския институт „Св. Иван Рилски“ в град Станке Димитров (днес Дупница) и българска филология в Софийския университет. Председател е на литературния клуб „Димчо Дебелянов“ в Дупница. От 1971 г. живее и твори в София. Работи като редактор във вестниците „Кооперативно село“ и „Земя“, като консултант по поезията на вестник „Народна младеж“ и завежда редакция „Художествена литература“ на издателство „Народна младеж“. От 1994 г. е директор на вестник „Застраховател прес“ към ДЗИ.
Член е на Съюза на българските журналисти (1969), на Съюза на българските писатели (1978) и на Съюза на преводачите в България. Носител на литературната награда за патриотична поезия „Георги Джагаров“ и на орден „А. С. Грибоедов“ (2012).
През 2020 г. е отличен с почетния знак „Златен век“ - огърлие на Министерството на културата

## Творчество
Автор на 27 книги с поезия, публицистика и стихове за деца, сред които „Нося те в очите си“ (1969), „А е толкова рано за сбогом“ (повест, 1973), „Преди да ви повикам“ (1977), „Слънце между нас“ (1980), „Безсмъртничета“ (1980), „А ме боли от нежност“, „С очи те търся“, „И няма връщане“ (1982), издадена и на арабски език в Дамаск, „Хорце по небето“ (1985), „Ти освети небето на душата ми“ (1989), „Иде хубавото време“, получила годишната награда на СБП за публицистика, издадена и на руски език, „До поискване“, „За цвят копнея“, „Да си влюбен“ (за Асен Лагадинов (Димчо), 2004), „Като дългото ехо на песен“ (2009), „Когато сенките се удължават“ (2012), книгата „Строители на съвременното българско застраховане“.
Стиховете му са преведени на руски, беларуски, чешки, полски, унгарски, немски, френски, английски, испански, монголски, китайски, японски, арабски и на езика дари. Книгата му „Лирика“ излиза на руски през 2009 г. Има три деца и трима внуци.